# 実践学園中学・高等学校
実践学園中学・高等学校（じっせんがくえん ちゅうがく・こうとうがっこう、Jissen Gakuen Junior & Senior High School）は、東京都中野区中央二丁目にある私立の中学校・高等学校。併設型中高一貫校で、中学校から入学した内部進学の生徒と、高校から入学した外部進学の生徒とで、高校3年間別クラスになる。前身は昭和初期1935年に千代田区神田錦町に設置された実業学校（商業学校）。宝仙学園中学校・高等学校と隣接している。

## 概要
前身は1935年（昭和10年）に設置された実践商業学校（修業年限4年間、入学資格高等小学校卒業程度）。太平洋戦争後の学制改革により、新制の高等学校として設置された。
高等学校の教育課程は、普通科。希望進路や学力別に応じて、中高一貫コース・文理進学コース・特別進学コース・リベラルアーツ＆サイエンス（LA＆S)コース・スポーツサイエンス(SS)コースが設置されている。

## 沿革

### 年表
- 1927年（昭和2年） - 出版取次の東京堂が社員教育のための[3]青年学校「東京堂教習所」を設立[4]（東京府東京市神田区錦町）
- 1935年 - 4月、財団法人東京堂学園を設置者として実業学校の「実践商業学校[5]」開校（文部省告示第162号昭和10年4月18日付で、設置と4月開校を認可[2]）
- 1941年 - 4月、東京堂など出版取次が国策会社日本出版配給に統合。学園の経営が財団法人実践学園に移る[4]
- 1942年 - 神田区錦町から中野区中央に移転（現在地）
- 1948年 - 4月、太平洋戦争後の学制改革により新制の「実践学園高等学校」設置
- 1950年 - 8月、日本出版配給が閉鎖され、財団の独立経営となる[4]
- 1954年 - 「実践商業高等学校」と改称
- 1990年（平成2年） - 「実践学園高等学校」と改称
- 1997年 - 2月24日、「実践学園中学校」設置（併設）を認可
- 1996年 - 4月、中学校が開校
- 2007年 - 4月､日本で初めてすべての普通・特別教室にIWB設置。

　　　　　 -5月、建学80周年記念式典
- 2011年 - 3月、自由学習館本館が竣工

　　　　　 - 5月、J･スクール開講
- 2016年 - 4月、創立90周年記念式典[4]
- 2011年 - 3月、自由学習館本館が竣工
- 2011年 - 5月、J･スクール開講
- 2015年 - 3月、全教室｢見える化」
- 2021年 - 8月、共学館施工[6]

## 諸活動

### 部活動
中学・高校の男子卓球部、高校女子バスケットボール部はインターハイなど全国大会出場の常連校。また、中学男子バスケットボール部、高校男子サッカー部、高校女子バレーボール部、高校男子バドミントン部も全国大会に出場。このほか、高校硬式野球部は全国選抜大会の21世紀枠にノミネートされたことがある。
棋道同好会は、2年連続で全国大会に出場している。
- バスケットボール
- バレーボール
- バドミントン
- ソフトテニス
- ダンス
- サッカー
- ゴルフ
- 陸上競技
- 硬式野球
- 空手道
- 柔道
- 剣道
- 卓球
- 吹奏楽
- 家庭科
- 華道
- 書道
- 茶道
- 美術
- 写真
- 合唱
- 演劇
- 科学
- 英語
- マンガ倶楽部
- パソコン同好会
- 棋道同好会
- 青少年赤十字同好会
- クイズ研究同好会
- 鉄道研究同好会
- 箏曲同好会
- JAZZ同好会

## 学校施設
校舎の屋上に「武蔵野の自然」をテーマにしたビオトープ（実践の森）がある。また、各教室に教員がパソコンで作った板書事項をプロジェクターでホワイトボードに投影しながら、画像・音声・動画を表示でき、専用のペン（アクティブペン）を使うことで、字や線を書いたり動かしたりすることができる電子黒板（IWB）とホワイトボードが設置されている。
このほか、八王子市内に総合グラウンド（後述）および研修センターを設置している。
アクセス
- 中野坂上駅徒歩5分
- 東中野駅西口徒歩10分

### 年表
- 1964年（昭和39年） - 10月、八王子市狭間町に総合グラウンドが完成
- 2006年（平成18年） - 11月、全面人工芝敷設、平澤記念研修センター全面改装

### 総合グラウンド
実践学園中学・高等学校高尾総合グラウンド（じっせんがくえんちゅうがく・こうとうがっこうたかおそうごうグラウンド）は、当学校が所有・運営するサッカーおよび野球の兼用スタジアムである。当学校の創立80周年を記念し、2006年11月に開場した。
全国高校サッカー選手権大会の東京都予選の試合会場として使用されている。また、隣接して人工芝の小サッカー場（スタンドなし）やクラブハウスも建設されており、中学・高校では比較的充実した設備となっている。当学校のサッカー部や野球部の練習・試合会場としてだけでなく、大規模な公式戦や地域のスポーツクラブなど、幅広く利用されている。

#### 施設概要
野球使用時は、内野部分がクレー、外野部分が人工芝となるほか、人工芝部分には国際規格のサッカーフィールドが入るように建設されている。また、客席はサッカー使用時に対応したバックスタンドのみが設置されている。なお、野球使用時にはスタンドの端部から外野フェンスまで、ラッキーゾーンのようなエリアが設けられる。
- ピッチ : 内野はクレー、外野は人工芝
- フィールド : サッカー、野球とも1面
- 収容人数 : 500人（全席座席）
- 照明設備
- 得点板（サッカー用、野球用それぞれ設けられている）
- 高尾駅より徒歩7分

## 著名な出身者

### 政治家
- 佐藤一夫 (国立市長)

### 文化
- 三橋敏雄（俳人）
- 頼本奈菜（将棋）

### 芸能
- 上白石萌音
- 上白石萌歌
- もたいまさこ
- 石橋遼大（四千頭身）
- 玉袋筋太郎（浅草キッド）
- RYO-Z（RIP SLYME）
- J'Da Skit（ラッパー）
- 蝶花楼桃花(落語家)

### スポーツ
- 村越茶美雄（プロ野球審判員）
- 木方慎之介（卓球）
- 大内志織（バレーボール）
- 藤井莉子（バレーボール）

#### バスケットボール
- 小寺裕介
- 小堺みさき
- 陸田美沙子
- 相原渚
- 清水愛咲美

#### サッカー
- 福岡将太
- 新井直人
- 佐藤恵允
- 古川真人